# Asia Pacific Airlines
Pour les articles homonymes, voir APF.

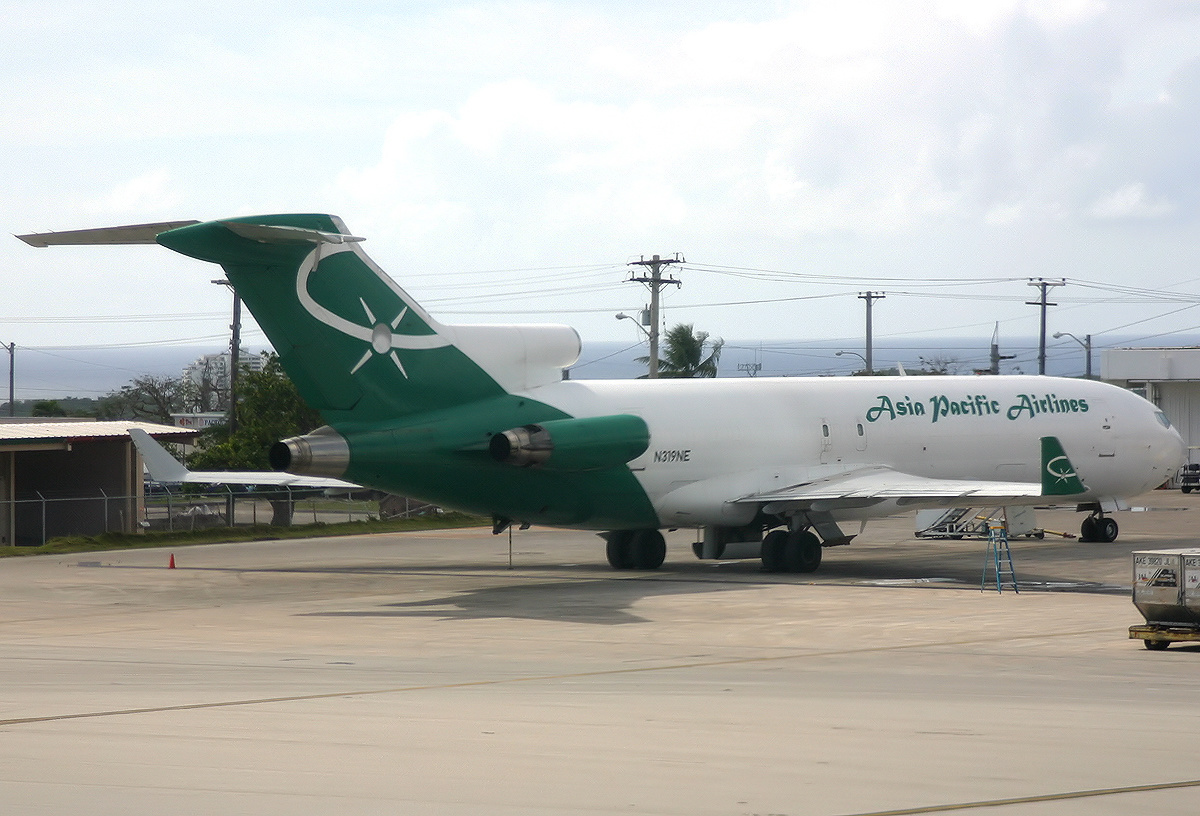
Boeing 727 d'Asia Pacific Airlines

Asia Pacific Airlines (Code AITA : A6* ; code OACI : APF), anciennement Aero Micronesia, est une compagnie aérienne cargo basée à Guam qui relie la Micronésie et l'Asie de l'Est. Elle appartient au groupe Tan Holdings (en), basé à Saipan.
Épisodiquement, elle desservait l'île Christmas (Kiribati) à partir d'Honolulu, en accord de partage de code avec Air Kiribati, tout en étant affrétée par l'US Mail.

## Flotte
En 2018, la flotte d'Asia Pacific Airlines est composée des appareils suivants:
| Appareils       | En service | Commandes | Notes |  |
| --------------- | ---------- | --------- | ----- |  |
| Boeing 727-200F | 1          | 0         |       |  |
| Boeing 757-200F | 2          | 0         |       |  |
| Total           | 3          | 0         |       |  |